# 托維克林
6°50′N 1°49′E / 6.833°N 1.817°E

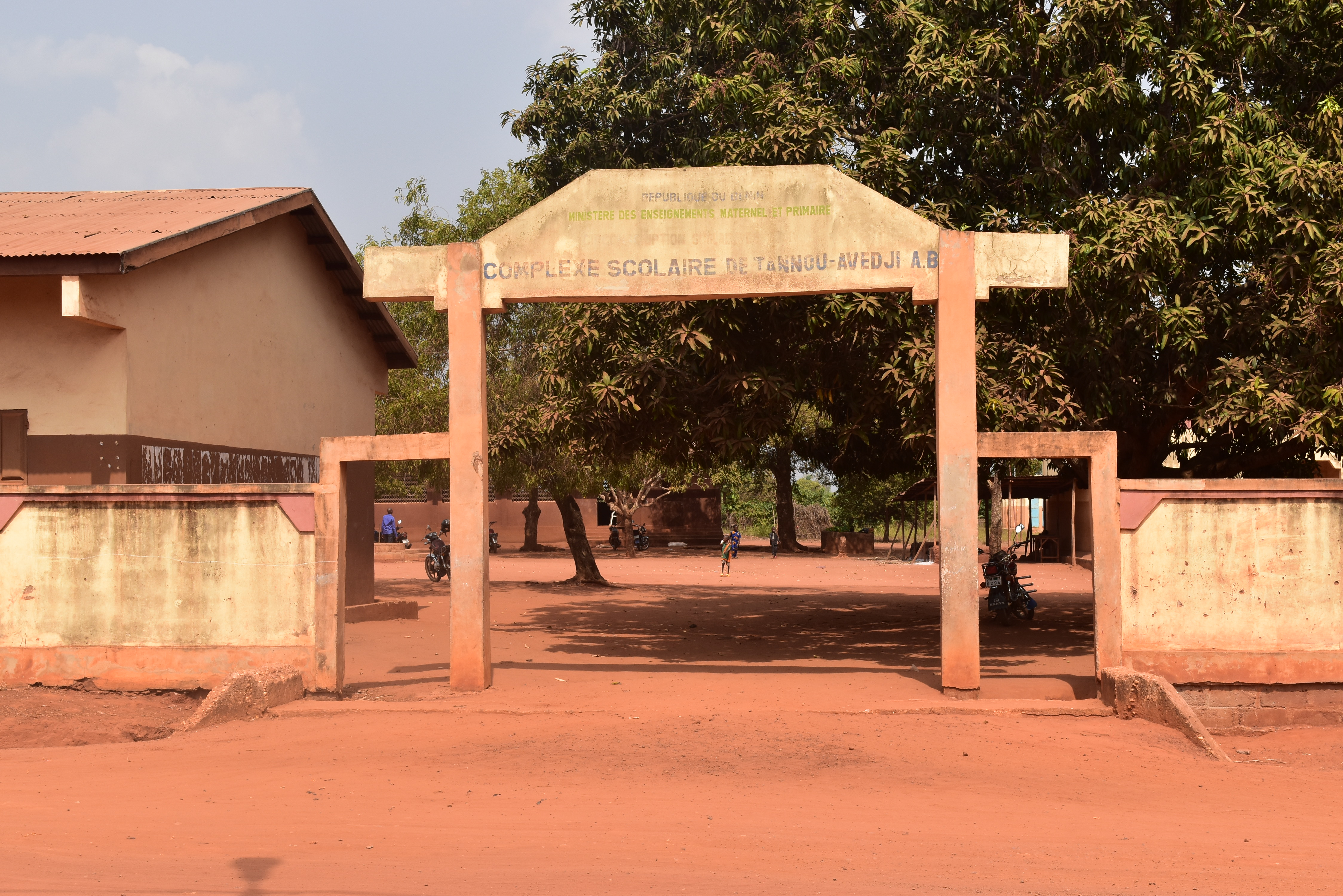
托維克林的公立學校

托維克林（法語：Toviklin）是貝寧的城鎮，位於該國西南部，由庫福省負責管轄，面積120平方公里，海拔高度90米，2013年該城鎮人口88,611，人口密度每平方公里738人。